# Облога Плевни
Облога Плевена — епізод Російсько-турецької війни 1877—1878 років, військова операція російсько-румунських військ проти турецьких військ під командуванням Османа-паші, які на той час укріпилися в Плевені. Спритна оборона турецьких військ не лише затримала просування російської армії, а й дозволила османському уряду зміцнити оборону в Стамбулі та Адріанополі. Проте через неефективне керівництво вищим турецьким командуванням гарнізон Плевени був змушений здійснити капітуляцію.

## Передумови
Плевен перебував на перетині доріг, які йшли на Рущук, Софію через Орханійський перевал, та до Ловче, звідки ще дві дороги вели через Сельві, Габрово, Шипкинський перевал до Казанлика та до Трояну.
Після форсування Дунаю поблизу Зімніци російська Дунайська армія розгорнула успішний наступ на Тирново 4-го (16-го) липня. Західний загін генерала барона М. П. Кріденера, взявши Никополь, розгорнув таким чином плацдарм на правому березі Дунаю до 60 кілометрів. Російський головнокомандувач вважав, що з втратою Никополя турки на західній ділянці фронту більше не зможуть вжити активних дій і обмежаться обороною західної Болгарії. Однак, командувач у Видині мушир (маршал) Осман-паша запропонував головнокомандувачу Абдул-Керім-паші змінити початковий план воєнних дій, який зводився до зосередження сил на флангах оборонної лінії Дунаю — в чотирикутнику фортець та поблизу Видина, він був створений виключно для потреб оборони. Осман-паша пропонував, залишивши необхідну кількість військ у Видині, з рештою рушити до Плевена, з'єднатися в Тирнові з корпусом Ахмет-Еюб-паші з Шумлі та перейти в рішучий наступ у напрямку на Систово. У випадку, якби останньому з'єднанню не вдалося — зайняти Ловчу, яка, на думку Османа, представляла великі вигоди для оборони Балканських проходів. Під тиском успіхів росіян і побоювань, що ті перейдуть Балканський хребет і атакують слабо захищені Адріанополь та Софію, турецьке командування з деякими змінами прийняло пропозицію Османа.
У Плевені ще 26-го червня (8-го липня) була півсотня осавула Афанасьєва з передового загону І. Ф. Гурко, вислана для зв'язку з козачою бригадою І. Ф. Тутолміна, але вона була витіснена звідти 27-го загоном Атуф-паші (3 батальйони й 4 гармати), спрямованим комендантом Нікополя для забезпечення своїх повідомлень.
Вранці 1-го (13-го) липня Осман-паша виступив з Видина з 19-ма батальйонами, 5-ма ескадронами й 9-ма батареями (16 тис. осіб, 58 гармат), і на світанку 7-го (19-го) вступив у Плевен, пройшовши форсованим маршем за 6 діб близько двохсот кілометрів. Росіяни, які знехтували військовою розвідкою, не змогли виявити рух військ Осман-паші, а тому спізнилися із заняттям Плевена. Відповідне розпорядження було віддано Кріденеру ще 4-го (16-го) липня, але чи то через несправності телеграфного зв'язку, чи то через нерозпорядливість барона, тільки вранці 6-го (18-го), після категоричного наказу головнокомандувача, частина його військ під командуванням генерала Ю. І. Шільдера-Шульднера виступила до Плевена.

## Перший штурм
Першим російським з'єднанням, які досягли Плевена, виявилася дивізія Ю. І. Шильдера-Шульднера, підлеглі йому війська дісталися до міста увечері 19 липня і застали приготування турків до оборони. Впродовж чотирьох годин російські та турецькі батареї обстрілювали один одного. Наступного дня російська армія перейшла до рішучого штурму турецьких позицій. Атака швидко вичерпала російські резерви, але завдяки підтримці артилерії росіяни змогли подолати 3 лінії окопів і вступили в місто, викликавши замішання в стані противника. В ході запеклих зіткнень турецькі війська змогли вибити росіян з міста й захопили при цьому безліч покинутих боєприпасів та спорядження. Турецькі втрати в цій битві склали приблизно 2000 осіб, росіян — 2800 осіб.

## Друга битва
Осман-паша зміцнив свою оборону і побудував більше редутів, його сили зросли до 22 000 осіб і 58 гармат, в той час, як росіяни отримали підкріплення від армії румунського князя Кароля (пізніше короля Румунії Кароля I), який отримав командування об'єднаними облоговими силами.  Генерал Микола Криденер також прибув з російським IX корпусом. Загальна кількість російських військ зросла до 35 000 і 176 гармат. 31 липня російський штаб наказав Кріденеру штурмувати місто, атакуючи з трьох сторін, з повним розрахунком на російсько-румунський тріумф. Кавалерія генерала Олексія Шаховського атакувала східні редути, в той час, як піхотна дивізія генерала Михайла Скобелєва атакувала редут Гривиця на півночі. Шаховському вдалося взяти два редути, але до кінця дня османським військам вдалося відбити всі атаки й повернути втрачені позиції. Втрати росіян склали 7 300 осіб, а османів — понад 2 000.

## Третя битва
Відбивши російські атаки, Осман не закріпив перевагу. 31 серпня він влаштував кавалерійську вилазку, внаслідок якої росіяни втратили 1300 осіб, а османи — 1000. Росія продовжувала надсилати підкріплення до Плевни, армія якої досягла 100 000 осіб. 3 вересня Скобелєв скоротив турецький гарнізон, що охороняв османські лінії постачання в Ловечі, перед тим як Осман вийшов на допомогу. Османська армія організувала тих, хто залишився живим з Ловеча у три батальйони для оборони Плевни. Осман отримав підкріплення з 13 батальйонів, піднявши свою чисельність до 30 000 осіб — найвищий показник за час облоги.. 
У серпні румунські війська на чолі з генералом Александру Чернатом перетнули Дунай і вступили в бій, налічуючи 43 414 осіб. 11 вересня росіяни та румуни розпочали широкомасштабний штурм Плевни. Османські війська окопалися і були оснащені німецькою сталевою казнозарядною артилерією виробництва Круппа та американськими ретрансляторами Вінчестер і гвинтівками Пібоді-Мартіні. Протягом трьох годин вони відкидали хвилі  росіян, що наступали, маючи перевагу у вогневій потужності. Цар Олександр II та його брат Великий князь Ніколас спостерігали з павільйону, побудованого на схилі пагорба, поза лінією вогню. Скобелєв зайняв два південні редути. Румунська 4-а дивізія на чолі з генералом Георгієм Ману взяла редут Гривиця після чотирьох кривавих штурмів, за особистої допомоги князя Кароля. Наступного дня турки знову зайняли південні редути, але не змогли витіснити румунів, які відбили три контратаки. З початку вересня втрати росіян склали приблизно 20 000 осіб, тоді як османи втратили 5 000-6 000.

## Четверта битва
Великі втрати росіян і румунів зупинили лобові штурми. Генерал Едуард Іванович Тотлебен прибув для нагляду за веденням облоги як начальник штабу армії. Тотлебен мав перевірений досвід командування в облоговій війні, прославившись обороною Севастополя (1854-1855) під час Кримської війни. Він ухвалив рішення про повне оточення міста та його захисників. Осман попросив дозволу у свого начальства залишити Плевну і відступити, але османське командування не дозволило йому цього зробити. До 24 жовтня росіяни та румуни замкнули кільце. Припаси в місті почали закінчуватися, і Осман нарешті зробив спробу прорвати російську облогу на північний захід, у напрямку Опанця. 9 грудня османські війська безшумно з'явилися серед ночі, перекинули мости та перейшли річку Віт, атакували на двомильному фронті й прорвали першу лінію російських окопів. Тут вони билися врукопаш, багнет на багнет, спочатку з невеликою перевагою однієї зі сторін; однак, переважаючи османські сили майже у 5 разів, росіяни та румуни врешті-решт відтіснили їх назад через Віт, поранивши Османа (він був поранений у ногу кулею, яка вбила його коня, що їхав під ним). Чутки про його смерть породили паніку. Після нетривалого опору османські війська були відкинуті назад у місто, втративши 5 000 осіб проти 2 000 росіян. Наступного дня Осман здав місто, гарнізон і свою шаблю румунському полковнику Михайлу Черчесу. З ним поводилися з пошаною, але його війська тисячами гинули в снігах, коли тікали в полон.

## Наслідки
Облога Плевни серйозно затримала основний наступ росіян на Болгарію, але її закінчення вивільнило російські підкріплення, які були відправлені генералу Йосипу Володимировичу Гурко, який потім завдав рішучої поразки османським військам у Четвертій битві на Шипкинському перевалі. Облога широко висвітлювалася і за нею стежила громадськість у Європі та за її межами. Хоча занепадаючу Османську імперію на той час часто вважали "хворою людиною Європи", її п'ятимісячний опір набагато більшій армії викликав певне захоплення, що, можливо, сприяло несимпатичному ставленню до Росії на Берлінському конгресі.

На думку британського дипломатичного історика А.П. Тейлора:
"Більшість битв підтверджують те, що вже відбувається; Плевна — одна з небагатьох битв, яка змінила хід історії. Важко уявити, як Османська імперія могла б вижити в Європі... якби росіяни дійшли до Константинополя в липні; ймовірно, вона розвалилася б і в Азії. Плевна... дала Османській імперії ще сорок років життя".
Облога також ознаменувала введення повторюваної гвинтівки в європейську війну. Як російська, так і османська армії використовували по два типи піхотних гвинтівок під Плевною. Російські війська в основному були озброєні старою М1869 Крнка, однозарядною підйомною казенною частиною, переробленою з нарізного мушкета М1857, що заряджався з дульного зрізу. Він значно перевершував більш сучасні однозарядні турецькі гвинтівки Пібоді-Мартіні. У той час російська армія перебувала в процесі переозброєння на більш сучасну, але все ще одно однозарядну гвинтівку Бердана. Під Плевною стало зрозуміло, що вона вже застаріла, коли її представили, і що її переважали турецькі реплікатори Вінчестера. Повідомлення про великі втрати, яких зазнала російська армія від рук турків під Плевною, спонукали військових по всій Європі почати переозброюватися на повторювані гвинтівки або знайти спосіб переобладнати наявні однозарядні гвинтівки під магазинну зброю.

## Спадщина
- Велику нову фабричну будівлю бавовняної фабрики Finlayson & Co в Тампере, Фінляндія, завершену в 1877 році, було названо Плевною на честь битви та Фінської гвардії, яка брала в ній участь.[10]
- 10 грудня 1977 року в рамках святкування 100-річчя визволення Плевни від турецького панування було відкрито музей "Панорама Плевни" в парку Скобелєва, в районі редуту Кованлак — місця однієї з найважчих битв третього наступу на Плевну.
- Місто Плевна, штат Монтана в США, отримало свою назву від болгарських іммігрантів, які будували там залізницю на честь битви під Плевною.
- В інших країнах на честь Плевни названо п'ять міст і містечок, а в одній лише Великій Британії є вісімнадцять вулиць, названих на честь Плевни.[11]
- Громади Плевни, Онтаріо та Плевни, Міссурі були названі на честь битви.

## У популярній культурі
- В романі "Улісс" тесть Леопольда Блума, майор Брайан Купер Твіді, як стверджується, залишив свій військовий слід у Плевні.
- Дія бестселера російського детективу "Турецький гамбіт", другої книги серії про Ераста Фандоріна, розгортається під час облоги Плевни. У 2005 році був знятий однойменний фільм. Книга і фільм в основному повторюють хід реальних боїв, але більшу частину провини за невдачі росіян покладають на зухвалого (вигаданого) турецького шпигуна.
- Відомий твір Мехтерану (османського військового оркестру) "Osman Paşa Marşı" (Марш Османа Паші) вшановує мужню оборону Плевни і є одним з найвідоміших маршів у Туреччині.
- "Під Червоним Півмісяцем" Чарльза Снодграсса Райана, австралійського хірурга під час облоги Плевни, який пізніше оперував під час Галліпольської кампанії і вів переговори зі своїми старими друзями про перемир'я на поховання.